# Station Hanaten
Station Hanaten (放出駅, Hanaten-eki) is een spoorwegstation in de wijk Tsurumi-ku in de Japanse stad Osaka. Het wordt aangedaan door de Gakkentoshi-lijn en de Osaka Higashi-lijn (JR West). Het station heeft twee eilandperrons met vier sporen op maaiveldniveau.

## Lijnen

### JR West
| 1 | ■ Gakkentoshi-lijn   | richting Shijōnawate en Matsuiyamate         |
| 2 | ■ Osaka Higashi-lijn | richting Takaida-Chūō en Kyūhōji             |
| 3 | ■ Osaka Higashi-lijn | eindstation                                  |
| 4 | ■ Gakkentoshi-lijn   | richting Kyōbashi, Kita-Shinchi en Amagasaki |

## Geschiedenis
Het station werd geopend in 1895. Sinds 2008 heeft de Osaka Higashi-lijn hier haar eindstation. 

## Overig openbaar vervoer
Bussen van Kintetsu en van het busnetwerk van Ōsaka.

## Stationsomgeving
Het gebied rondom het station wordt gekenmerkt door veel winkels en restaurants. Daarnaast wordt het station omringd door enkele wolkenkrabbers.
- Achihayawo-schrijn
- Miyuki Dōri-winkelpassage
- Hanaten-winkelcentrum
- Konomiya (supermarkt)
- Kinki Osaka Bank
- Mitsubishi Tokyo UFJ Bank
- Kansai urban Bank
- Politiebureau van Tsurumi
- McDonald's
- FamilyMart

Kizu · Nishi-Kizu · Hōsono · Shimokoma · JR Miyamaki · Dōshisha-mae · Kyōtanabe · Ōsumi · Matsuiyamate · Nagao · Fujisaka · Tsuda · Kawachi-Iwafune · Hoshida · Higashi-Neyagawa · Shinobugaoka · Shijōnawate · Nozaki · Suminodō · Kōnoikeshinden · Tokuan · Hanaten · Shigino · Kyōbashi
Stations in aanbouw: Shin-Osaka · Nishi-Suita · Awaji · Miyakojima · Noe · Shigino 

Stations reeds in gebruik: Hanaten · Takaida-Chūō · JR Kawachi-Eiwa · JR Shuntokumichi · JR Nagase · Shin-Kami · Kyūhōji